# جيل روزنبرغ
جيل روزنبرغ هي مرتزقة كندية، ولدت في 1983 في وايت روك في كندا.